# 索托德尔雷亚尔
索托德尔雷亚尔，是西班牙马德里自治区的一个市镇。总面积42.17平方公里，总人口8519人（2013年），人口密度202人/平方公里。